# Чиснадиоара (Сибињ)
Чиснадиоара (рум. Cisnădioara) насеље је у Румунији у округу Сибињ у општини Чиснадије. Oпштина се налази на надморској висини од 533 m.

## Становништво
Према подацима из 2002. године у насељу је живело 345 становника.

### Попис2002.
| Расподела становништва по националности 2002.‍ | Расподела становништва по националности 2002.‍ | Расподела становништва по националности 2002.‍ | Расподела становништва по националности 2002.‍ | Расподела становништва по националности 2002.‍ |
| --------------------------------------------- | --------------------------------------------- | --------------------------------------------- | --------------------------------------------- | --------------------------------------------- |
|                                               |                                               |                                               |                                               |                                               |
| Румуни                                        | Румуни                                        |                                               | 245                                           | 71,0%                                         |
| Мађари                                        | Мађари                                        |                                               | 5                                             | 1,4%                                          |
| Немци                                         | Немци                                         |                                               | 95                                            | 27,5%                                         |